# آرتور استنلی مکنزی
 آرتور استنلی مکنزی (انگلیسی: Arthur Stanley Mackenzie؛ زاده ۲۰ سپتامبر ۱۸۶۵ درگذشته ۲ اکتبر ۱۹۳۸) یک ریاضی‌دان، و فیزیک‌دان اهل کانادا بود.